# Serge Christiaenssens
 (janvier 2011).
Si vous disposez d'ouvrages ou d'articles de référence ou si vous connaissez des sites web de qualité traitant du thème abordé ici, merci de compléter l'article en donnant les références utiles à sa vérifiabilité et en les liant à la section « Notes et références ».
Serge Christiaenssens (parfois écrit Serge Christianssens), né le 9 avril 1944 et décédé le 7 janvier 2011, est un comédien et artiste-peintre québécois. Il s’est surtout fait connaître pour son rôle de Bedeau Bronsard dans la série télévisée québécoise Entre chien et loup.

## Filmographie
- 2003 : La Grande Séduction : Monsieur Nadeau
- 2003 : Comment ma mère accoucha de moi durant sa ménopause : Acheteur-vente de garage
- 2002 : Un agent d'influence (TV) : Newspaper man
- 2001 : Tribu.com (TV) : Alain Mitchell
- 2000 : Willie (TV) : Patron d'hôtel 1948
- 2000 : La Veuve de Saint-Pierre : Drummer
- 2000 : Mon voisin le tueur : Mr. Boulez
- 1999 : Lassie (TV) : Butcher
- 1997 : Lobby (TV) : Ministre Boivin
- 1997 : Le Chacal : Officier d'immigration
- 1995 : Hiroshima : Joseph Staline
- 1994 : Mouvements du désir : Collecteur de billet
- 1993 : Les grands procès : Shérif Klevenhagen/M. Giroux
- 1993 : Les Intrépides
- 1993 : Scoop II : 1er marguiller
- 1990 : Les Filles de Caleb (TV) : L'hôtelier Gustave
- 1990 : Pas de répit pour Mélanie : Assistant-chef de police
- 1990 : La Misère des riches (TV) : Directeur Mont-Tremblant
- 1989 : Lance et compte III (TV) : Charley Giroux
- 1988 : Robin et Stella (TV) : Léopold Tapon
- 1986 : Lance et compte (TV) : Charley Giroux
- 1984 : Entre chien et loup (TV) : Bedeau Bronsard
- 1978 : Drôle de monde (TV)